# Neopachylus
Genre
Synonymes
- Gephyropachylus Mello-Leitão, 1931
- Huralvius Mello-Leitão, 1935
- Nunduavius Mello-Leitão, 1936

Neopachylus est un genre d'opilions laniatores de la famille des Gonyleptidae.

## Distribution
Les espèces de ce genre sont endémiques du Brésil. Elles se rencontrent dans les États du Rio Grande do Sul, de Santa Catarina et du Paraná.

## Liste des espèces
Selon World Catalogue of Opiliones (28/08/2021) :
- Neopachylus bellicosus Roewer, 1913
- Neopachylus herteli Soares & Soares, 1945
- Neopachylus imaguirei Soares & Soares, 1947
- Neopachylus incertus (Mello-Leitão, 1935)
- Neopachylus mamillosus Roewer, 1915
- Neopachylus marginatus (Mello-Leitão, 1931)
- Neopachylus taioensis Soares, 1966

## Publication originale
- Roewer, 1913 : « Die Familie der Gonyleptiden der Opiliones-Laniatores. » Archiv für Naturgeschichte, sér. A, vol. 79, no 4, p. 1–256 (texte intégral).